# 벤저민 헨리 시어스
벤저민 헨리 시어스(Benjamin Henry Sheares, 1907년 8월 12일 ~ 1981년 5월 12일)는 싱가포르 부통령 겸 대통령 권한대행을 거쳐 싱가포르 제2대 대통령을 지낸 싱가포르의 행정학자 겸 화학자이며 대학 교수 겸 정치인이다.

## 생애
중국계 가정에서 중국계와 스페인계의 혼혈로 출생한 그의 종교는 개신교이다.
국립 싱가포르 대학교 화학과 교수를 지낸 적이 그는 싱가포르 부통령으로 재직하던 중 싱가포르 초대 대통령이었던 유소프 빈 이샤크가 대통령 직위에서 퇴진한 것으로 인하여 1970년 싱가포르 대통령 권한대행이 되었고 이듬해 1971년 싱가포르 대통령 취임할 시기에서 시작하여 1981년에 병으로 서거할 때까지 싱가포르 제2대 대통령으로 재임하던 시기에 당시 리콴유 총리가 실권하였다.

## 학력
- 싱가포르 국립 래플스 행정전문학교 전문학사
- 말레이시아 말라야 대학교 화학과 학사
- 말레이시아 말라야 대학교 대학원 화학과 이학석사·이학박사

## 상훈
바스 훈장을 수여받았다.
| 전임 유솝 빈 이스학 (권한대행)여김셍 | 제2대 싱가포르의 대통령 1971년 1월 2일 ~ 1981년 5월 12일 | 후임 (권한대행)여김셍 데반 나이르 |

| 전임 여김셍 | 싱가포르의 국가 원수 1971년 1월 2일 ~ 1981년 5월 12일 | 후임 여김셍 |

## 같이 보기
- 싱가포르의 대통령